# M. Anderson (Mondkrater)
M. Anderson ist ein Einschlagkrater auf der Mondrückseite.

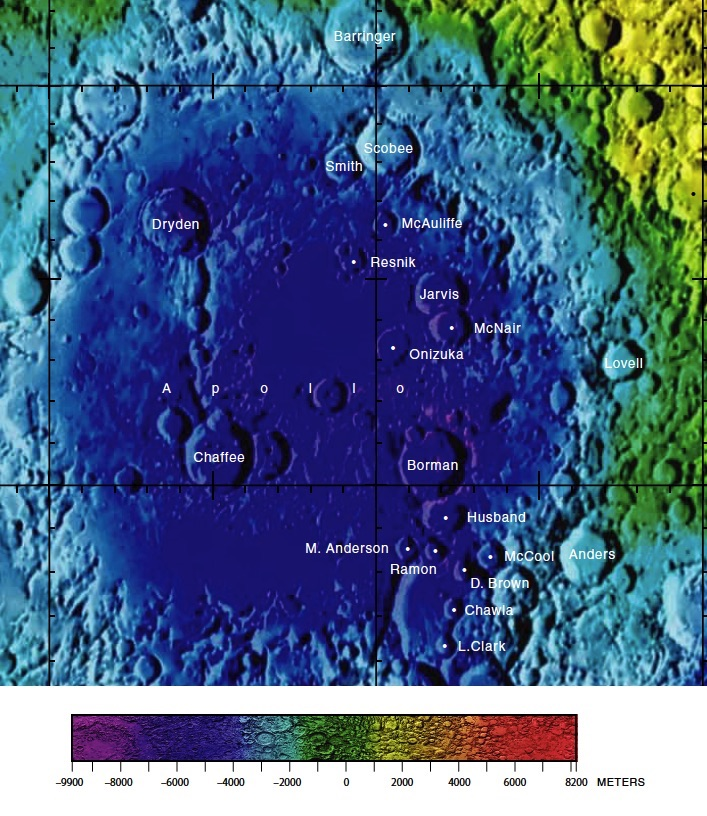
Topographische Karte des Apollo-Kraters, M. Anderson im rechten, unteren Bildteil

Der Krater M. Anderson befindet sich im südöstlichen Inneren des riesigen Kraters Apollo, westlich von Ramon, südwestlich von Husband. 
Bei einem Durchmesser von zirka 17 km gibt es zwischen Kraterwall und Kraterboden einen Höhenunterschied von 2,45 km.
Der Krater wurde 2006 von der IAU offiziell nach dem US-amerikanischen Astronauten Michael P. Anderson benannt. Dieser gehörte zur siebenköpfigen Crew der 2003 verunglückten Columbia-Mission STS-107, deren Mitglieder allesamt Namensgeber für Krater im Inneren von Apollo sind.

## Hinweis
M. Anderson sollte nicht mit folgenden ähnlich benannten Kratern verwechselt werden, Anderson, benannt nach dem US-amerikanischen Astronomen John August Anderson, und Andersson, benannt nach dem schwedischen Astronomen Leif Erland Andersson.